# Ставракий
Ставракий (ум. 11 января 812) — византийский император (соправитель в 803—811, единовластный правитель с 811 года).
Ставракий был сыном императора Никифора I (Геника). Став императором, Никифор в 803 г. объявил Ставракия соправителем и стал искать тому невесту. После долгого выбора по всей империи, был устроен смотр невест, и он, наконец, нашёл себе подходящую женщину. Хотя та уже была обручена с мужем, Никифор развёл их и выдал её за своего сына.
В 811 г. во время неудачного для византийцев похода в Болгарию, когда от рук болгар пал сам Никифор и с ним множество других знатных людей, Ставракий был сам сильно ранен в шею и вышел из сражения едва живой. Сильно страдая от раны, он добрался до города Адрианополя и здесь был провозглашён императором, несмотря на то, что ни видом, ни силой, ни разумом не был годен для столь высокого назначения. От сильной кровопотери Ставракий настолько ослаб, что остаток пути до Константинополя его несли на носилках. Феофан также рассказывает, что он имел непреклонный характер и часто осыпал ругательствами тех, кто воздвиг его на царство.
В конце концов византийская знать решила свергнуть Ставракия и передать власть его зятю, Михаилу Рангаве, женатому на сестре императора. Ставракий прослышал об этом и отдал приказ ослепить Михаила. Но, судя по всему, приказ опоздал, 2 октября 811 г. заговорщики собрали войска на ипподроме и уговорили солдат признать императором Михаила. Сенат и патриарх также поддержали Михаила. Ставракий, услышав о своём низложении, тотчас надел монашеское платье. Михаил сохранил Ставракию жизнь и позволил ему остаться в столице, где он и умер 11 января 812 г. (Феофан: 800, 803, 804)